# Pohyblivé lanoví

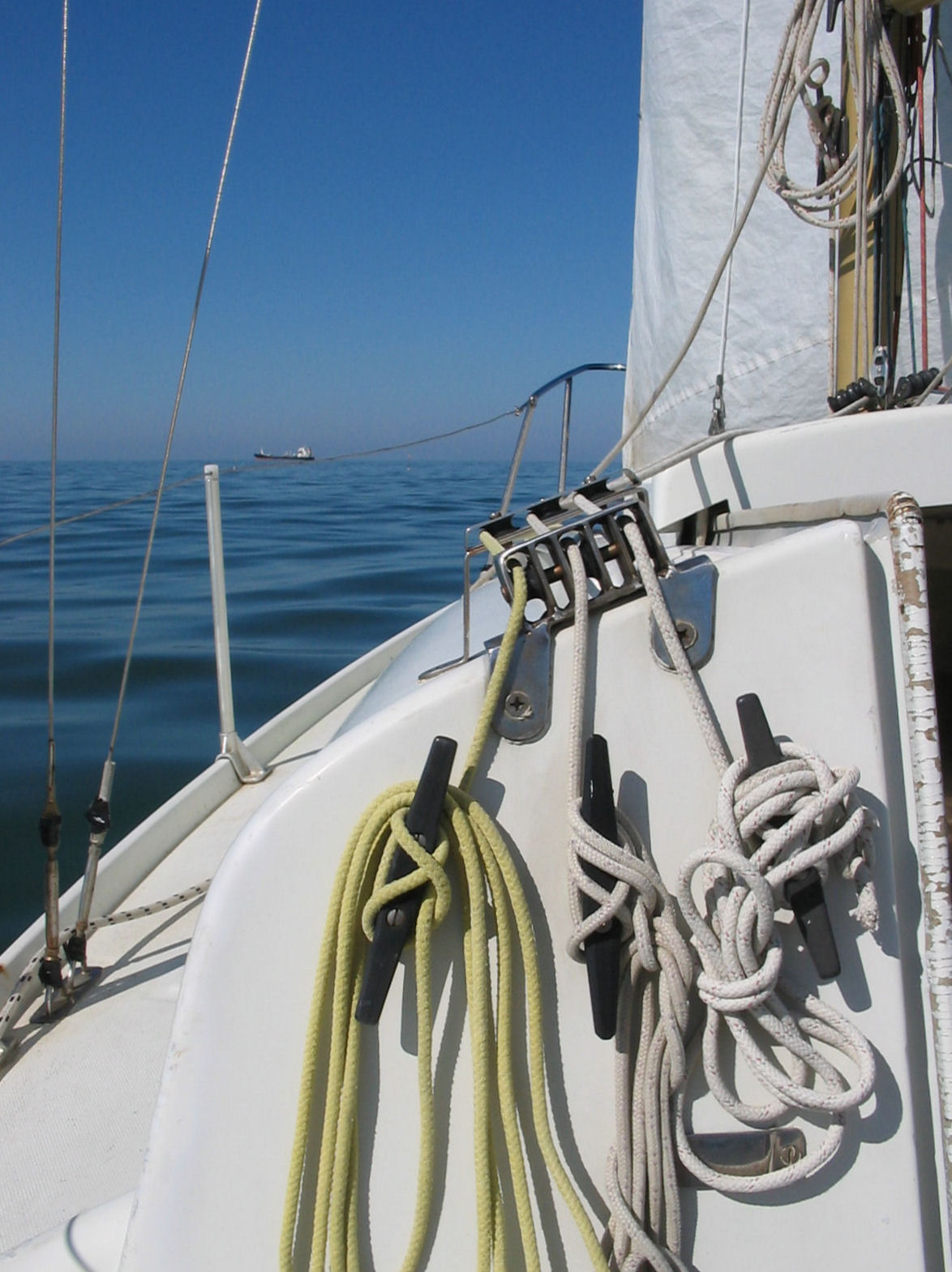
Pevné lanoví je vlevo, pohyblivé lanoví vpravo.

Pohyblivé lanoví je součástí takeláže plachetnice, která se používá pro zvedání, spouštění a ovládání plachet – oproti pevnému lanoví, které drží stěžně a jiné části.
Tradičně bylo pohyblivé lanoví snadno rozpoznatelné, protože kvůli ohebnosti nebylo pokryto dehtem, a tedy mělo světlejší barvu, než pevné lanoví, které bylo natřeno dehtem na ochranu před vlivy počasí a tedy mělo tmavší nebo dokonce černou barvu.

## Pohyblivé lanoví lodi s ráhnovým oplachtěním
- Buliny (bowlines) jdou od bočního lemu plachty směrem vpřed a slouží k ovládání návětrného lemu, držíce je napjaté a tím bráníce jejich třepotání.
- Ráhnové otěže (braces) se používají k úpravě podélného úhlu ráhna (tj. k natáčení ráhna do stran, okolo stěžně).
- Kasouny (buntlines, leechlines), rozmístěné na přední straně plachty, vedou ke spodnímu a bočnímu lemu plachty a slouží k přitahování spodního a bočních lemů plachty při jejím kasání.
- Rohové kasouny (clewlines) zvedají spodní rohy plachty k ráhnu; buď k jeho koncům. nebo blízko k jeho středu.
- Kasouny vratiplachty (brails) jsou od spodního lemu předozadní plachty (např. vratiplachty nebo latinské plachty) k vratiráhnu a stěžni.
- Zdviže (halyards) se používají ke zvedání a spouštění ráhen.
- Závěsníky (lifts) upravují naklonění ráhna zvedáním nebo spouštěním jeho konců.
- Šoty (sheets) jsou připevněny ke spodním rohům plachty, nastavují úhel plachty k větru.
- Halsy (tacks) napínají spodní rohy plachty směrem vpřed.